# Chiquiaca Centro
Chiquiaca Centro ist eine Ortschaft im Departamento Tarija im südamerikanischen Andenstaat Bolivien.

## Lage
Chiquiaca Centro liegt in der Provinz Burnet O’Connor und ist zentraler Ort im Cantón Chiquiaca im Municipio Entre Ríos. Chiquiaca Centro liegt auf einer Höhe von 870 m am rechten, westlichen Ufer des Río Chiquiaca, der flussabwärts in den Río Tarija mündet.

## Geographie
Chiquiaca Centro liegt in der bolivianischen Cordillera Oriental im Übergangsgebiet zwischen dem bolivianischen Altiplano und dem dünn besiedelten Gran Chaco im Tiefland. Das Klima ist subtropisch und durch einen deutlichen Gegensatz zwischen Trockenzeit und Regenzeit gekennzeichnet.
Die jährliche Niederschlagssumme beträgt 800 mm (siehe Klimadiagramm Entre Ríos), die Monate Mai bis Oktober sind arid mit Monatsniederschlägen von weniger als 15 mm, die Sommermonate von Dezember bis März weisen Monatswerte zwischen 100 und 160 mm auf. Die durchschnittliche Jahrestemperatur für Entre Ríos beträgt 21,5 °C die Monatstemperaturen schwanken zwischen 16 °C im Juni und 25 °C im Januar.

## Verkehrsnetz
Chiquiaca Centro liegt in einer Entfernung von 169 Straßenkilometern östlich von Tarija, der Hauptstadt des Departamentos.
Tarija liegt an der Nationalstraße Ruta 1, die das bolivianische Hochland von Norden nach Süden durchquert und von Desaguadero an der peruanischen Grenze über die Metropolen El Alto, Oruro und Potosí bis nach Bermejo an der argentinischen Grenze führt. Acht Kilometer südöstlich von Tarija zweigt die Ruta 11 nach Osten ab, die über Junacas Sur nach Entre Ríos und weiter über Palos Blancos, Villamontes und Ibibobo nach Cañada Oruro an der Grenze zu Paraguay führt.
Von Entre Ríos aus folgt eine Verbindungsstraße dem linken, östlichen Ufer des Río Salinas nach Süden und erreicht nach acht Kilometern die Ortschaft Los Naranjos. Sieben Kilometer später teilt sich die Straße, der linke, östlichere Abzweig der Straße führt auf den folgenden 31 Kilometern durch dichtbewaldetes Bergland, das erst wenige Kilometer vor Saykan durch gerodete und landwirtschaftlich genutzte Flächen unterbrochen wird. Von Saykan aus folgt die Straße in südlicher Richtung dem Río Saykan und später dem Río Chiquiaca und erreicht über Chiquiaca Norte nach siebzehn Kilometern Chiquiaca Centro.

## Bevölkerung
Die Einwohnerzahl der Ortschaft ist in dem Jahrzehnt zwischen den beiden letzten Volkszählungen unverändert geblieben:
| Jahr | Einwohner         | Quelle       |
| ---- | ----------------- | ------------ |
| 1992 | keine Detaildaten | Volkszählung |
| 2001 | 374               | Volkszählung |
| 2012 | 373               | Volkszählung |
| 2024 |                   | Volkszählung |